# پارک اون هه
پارک اون هه (کره‌ای: 박은혜؛ زادهٔ ۲۱ فوریه ۱۹۷۷) بازیگر اهل کره جنوبی است. او بیشتر به خاطر ایفای نقش در جواهری در قصر شناخته می‌شود.

## فیلم‌شناسی

### فیلم
| سال  | عنوان                   | نقش             |
| ---- | ----------------------- | --------------- |
| ۱۹۹۸ | زانگ                    | یو هه ری        |
| ۲۰۰۰ | قرقه شمشیر جادویی ۰۱۴۱۲ | پرنسس ژانویه    |
| ۲۰۰۰ | رکورد                   | هی جونگ         |
| ۲۰۰۱ | رؤیای یک جنگنجو         | نام هونگ        |
| ۲۰۰۵ | بابا لنگ‌دراز            | دختر در فلش‌بک‌ها |
| ۲۰۰۶ | ۲۹ فوریه                | هان جی یون      |
| ۲۰۰۶ | گل‌آفتاب‌گردان            | لی اون می       |
| ۲۰۰۸ | شب و روز                | لی یو جونگ      |
| ۲۰۱۵ | Enemies In-Law          | پارک یونگ می    |
| ۲۰۱۷ | باران فولادی            | کوان سوک جونگ   |

### مجموعه تلویزیونی
| سال       | عنوان                                | نقش                       | منابع       |
| --------- | ------------------------------------ | ------------------------- | ----------- |
| ۱۹۹۵      | لا آریرانگ                           |                           |             |
| ۲۰۰۰      | دوستان خوب ۱                         |                           |             |
| ۲۰۰۱      | هر روز با تو                         | جو سه هی                  |             |
| ۲۰۰۳      | جواهری در قصر                        | لی یون سنگ                |             |
| ۲۰۰۴      | زنان کوچک                            | جونگ هیون دوک             |             |
| ۲۰۰۴      | معلم دهکده جزیره                     | یون جی یونگ               |             |
| ۲۰۰۵      | هجده، بیست و نه                      | شین جی یونگ               |             |
| ۲۰۰۶      | آتش‌بازی                              | چا می ره                  |             |
| ۲۰۰۶      | سکوت                                 | ژانو شن شن                |             |
| ۲۰۰۷      | شخصی که دوستش دارم                   | یون هیون جو               |             |
| ۲۰۰۷      | ایسان                                | ملکه هیویی                |             |
| ۲۰۰۸      | کارآگاه آقای لی                      | لی چه یونگ                |             |
| ۲۰۱۰      | رژ لب صورتی                          | یو گا اون                 |             |
| ۲۰۱۲      | نمی‌تونم بدون تو زندگی کنم            | سو این هه/پارک سو هیون    |             |
| ۲۰۱۳      | اتاق دو زن                           | مین کیونگ چه              |             |
| ۲۰۱۴      | درامای ویژه کی‌بی‌اس – «روح انتقام جو» | مین یو سون                |             |
| ۲۰۱۵      | تاجر گک جو                           | چون سو ره                 |             |
| ۲۰۱۶      | ذهن زیبا                             | شیم اون ها (حضور افتخاری) |             |
| ۲۰۱۷      | دشمن شیرین                           | اوه دال نیم               |             |
| ۲۰۲۰      | سلام خداحافظ مامان!                  | مادر پیل سونگ             |             |
| ۲۰۲۰      | بار مرموز سانگاب                     | ملکه/شین جی هه            |             |
| ۲۰۲۰      | انتقام بگیر                          | مجری پخش                  | [ ۳ ]       |
| ۲۰۲۱      | های کلس                              | سه‌جون مام (حضور افتخاری)  | [ ۴ ]       |
| ۲۰۲۱      | احساس پادشاه                         | بانو کیم                  | [ ۵ ]       |
| ۲۰۲۲–۲۰۲۳ | کیمیای روح                           | جین هو گیونگ              | [ ۶ ] [ ۷ ] |

### مجموعه اینترنتی
| سال  | عنوان           | نقش        | منابع       |
| ---- | --------------- | ---------- | ----------- |
| ۲۰۲۱ | دوباره پرواز کن | گو سونگ یی | [ ۸ ] [ ۹ ] |